# تلوث بصري

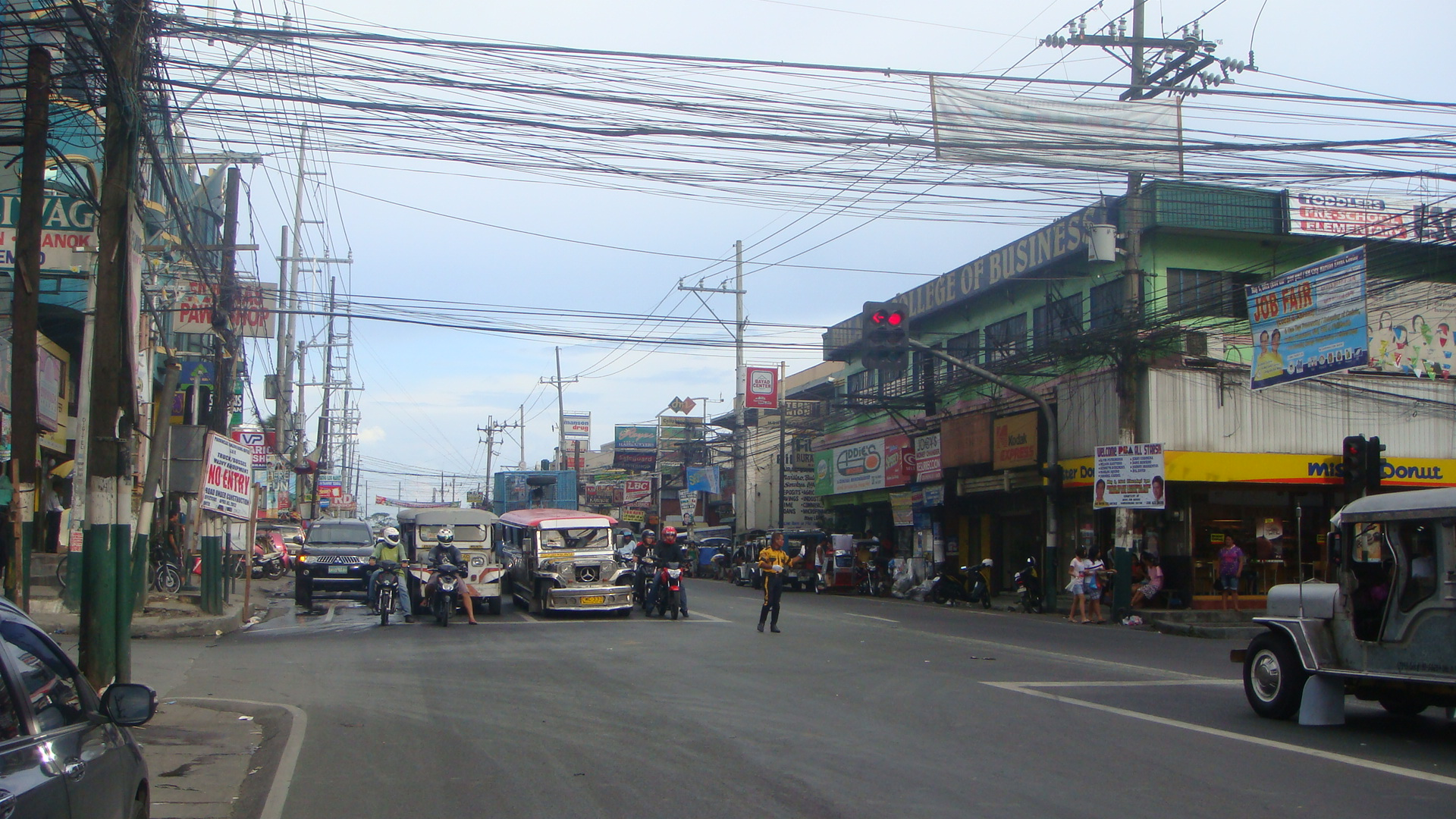
الأسلاك الكهربائية في طريق ماك آرثر السريع في ماريلاو، بولاكان، الفلبين. مع مزيج معقد من اللوحات الإعلانية في خلفية الصورة

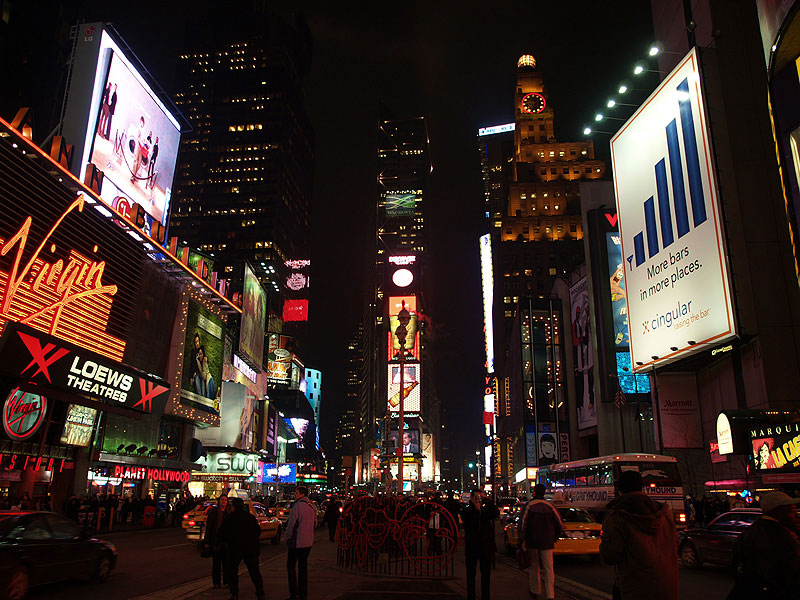
تلوث بصري في ميدان التايمز

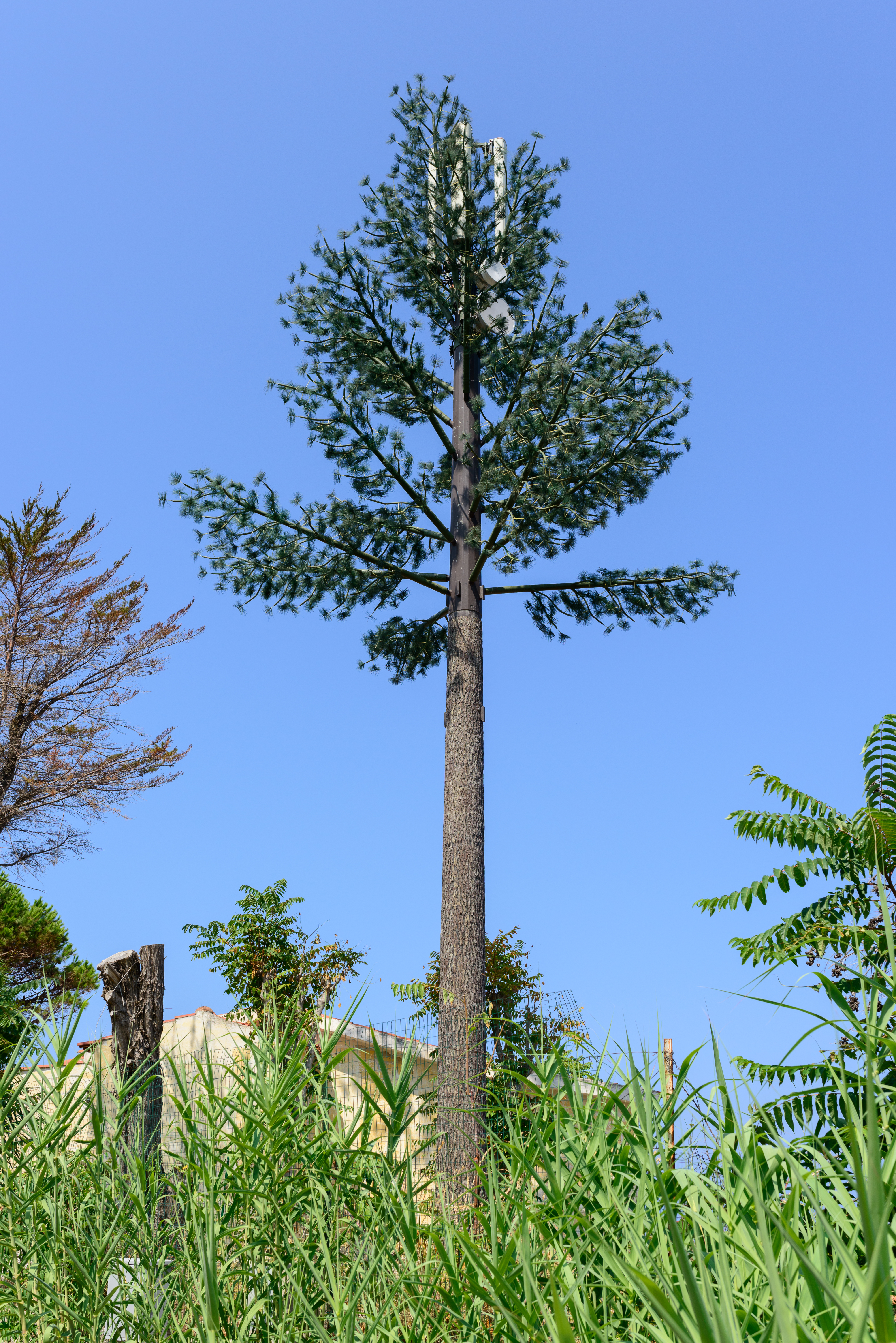
شجرة اصطناعية لإخفاء محطة قاعدة الهاتف المحمول

التلوث البصري (بالإنجليزية: Visual pollution)‏ هو مصطلح يطلق على العناصر البصرية غير الجذابة، سواء كانت المناظر الطبيعية أو الصناعية التي لا يريد الشخص أن ينظر إليها،
وتعوق قدرة المرء على التمتع بالمنظر العام والبيئة المحيطة عن طريق خلق تغييرات ضارة في البيئة الطبيعية مثل اللوحات الإعلانية، التخزين المفتوح للنفايات، الهوائيات، الأسلاك الكهربائية، الجدران والمباني، حتى وسائل المواصلات والازدحام المروري قد تعتبر نوعا من التلوث البصري.
تشمل آثار التعرض للتلوث البصري ما يلي: التشتيت، إعياء العين، انخفاض في تنوع الرأي وفقدان الهوية.

## بعض الأمثلة للتلوث البصري
- سوء التخطيط العمراني لبعض الأبنية سواء من حيث الفراغات أو من شكل بنائها.
- أعمدة الإنارة في الشوارع ذات ارتفاعات عالية لا تتناسب مع الشوارع.
- صناديق القمامة بأشكالها التي تبعث علي التشاؤم.
- اختلاف دهان واجهات المباني.
- أجهزة التكييف في الواجهات.
- انتشار المساكن في مناطق المقابر.
- المباني المهدمة وسط العمارات الشاهقة.
- اللافتات ولوحات الإعلانات المعلقة في الشوارع بألوانها المتضاربة.

## الوقاية

### الولايات المتحدة الأمريكية
في الولايات المتحدة الأمريكية، هناك العديد من المبادرات التي تجري تدريجيًا لمنع التلوث البصري، ففي عام 1965، تم إطلاق القانون الفيدرالي لتجميل الطرق السريعة الذي يحد من وضع لوحات الإعلانات على الطرق السريعة بين الولايات والطرق التي تتبع الحكومة الفيدرالية. يوجد أيضا مشروع قانون النقل السطحي المتعدد الوسائط (ISTEA) لعام 1991. وفر هذا المشروع نظاما حكوميا يحتذى به بعد توفيره مسارات لركوب الدرجات، إدراجه للعديد من الأماكن كمناطق تاريخية أو طبيعية لا يقبل العبث بها.
ظهرت العديد من المؤسسات التي تعمل على زيادة الوعى العام بخطورة التلوث البصري مثل مؤسسة دان التي تهتم بالمناظر الطبيعية في أمريكيا وتنشر البرامج التعليمية. قامت المؤسسة بتصميم برامج تعليمية للطلاب في الفصول ما بين الفصل الثالث إلى الفصل الثاني عشر حول كيفية تحسين البيئة البصرية في مجتمعاتهم. ومؤسسة أمريكا ذات المناظر الطبيعية الخلابة، منظمة غير هادفة للربح تخخط تحركا مستقبليا لضمان الحفاظ على التنوع الطبيعي للاقتصاد وتقليل التلوث البصري. يمكن أن تسبب الأنشطة التجارية المتواجده في الطرق تلوثا بصريا لذلك بدأ المعلنين في محاولة إيجاد حلول للتخلص من هذه المشكلة بالتدريج. على سبيل المثال، بدأت أعداد علامات المرور التي توفر معلومات للمسافرين دون تشويه المناظر الطبيعية في التزايد للحد من خطورة التلوث البصري على الطرق السريعة في أمريكا.

### البرازيل
في سبتمبر 2006، أصدرت مدينة ساو باولو قانون المدينة النظيفة، الذي يمنع استخدام جميع الإعلانات الخارجية، بما في ذلك لوحات الإعلانات، لوحات العبور وإعلانات المتاجر.

## وصلات خارجية
- دراسة عن التلوث البصري في ألباكركي
- كيف تسبب الإعلانات تلوثا بصريا
- دراسة مركز بيوميد عن التلوث البصري

فيديوهات
- التلوث البصري، ماهيته، أضراره وكيفية الحد منه
- وثائقي عن التلوث البصري
- معركة لوحات الإعلانات